# Ideobisium
Ideobisium es un género de pseudoscorpiones de la familia Syarinidae. Se distribuyen por América, Asia y Oceanía.

## Especies
Según Pseudoscorpions of the World 1.2:
- Ideobisium antipodum (Simon, 1880)
- Ideobisium balzanii With, 1905
- Ideobisium chapmani Muchmore, 1982
- Ideobisium crassimanum Balzan, 1892
- Ideobisium ecuadorense Muchmore, 1982
- Ideobisium gracile Balzan, 1892
- Ideobisium peckorum Muchmore, 1982
- Ideobisium peregrinum Chamberlin, 1930
- Ideobisium puertoricense Muchmore, 1982
  - Ideobisium puertoricense puertoricense
- Ideobisium schusteri Mahnert, 1985
- Ideobisium trifidum (Stecker, 1875)
- Ideobisium yunquense Muchmore, 1982

## Publicación original
- Louis Balzan, 1892: Voyage de M. E. Simon au Venezuela (décembre 1887 - avril 1888). Arachnides. Chernetes (Pseudoscorpiones). Annales de la Société entomologique de France, vol.60, p.497-552.